# تپه آشاغی‌محله‌سی
تپه آشاغی محله سی مربوط به هزاره اول قبل از میلاد - سدهٔ ۱۰–۱۲ ه.ق است و در شهرستان تکاب، بخش مرکزی، دهستان انصار، روستای آسمان بلاغی واقع شده و این اثر در تاریخ ۷ اسفند ۱۳۸۵ با شمارهٔ ثبت ۱۷۶۷۱ به‌عنوان یکی از آثار ملی ایران به ثبت رسیده است.